# Coppa Italia 1960/1961
Čtrnáctý ročník Coppa Italia (italského fotbalového poháru) se konal od 4. září 1960 do 29. červen 1961. Turnaj vyhrál podruhé v klubové historii Fiorentina, které ve finále porazilo Lazio 2:0. Nejlepšími střelci se stali tři hráči: Italové José Altafini (Milán), Luigi Milan a Gianfranco Petris (oba Fiorentina). Všichni vstřelili 4 branky.

## Události
Pohár vyhrála Fiorentina, která v minule prohrálo ve finále. Nyní finále zvládlo a porazilo Lazio, které v Serie A 1960/1961|lize obsadilo poslední místo a sestoupilo. Opět se hrálo i o 3. místo, ve kterém se hrálo Turínské derby. Zápas lépe zvládl Juventus, který vyhrál na penalty.

## Účastníci

### Od 1. kola
- Alessandria
- Benátky
- Brescia
- Catanzaro
- Como
- Foggia
- Janov
- Marzotto Valdagno
- Messina
- Novara
- Ozo Mantova
- Palermo
- Parma
- Prato
- Pro Patria
- Reggiana
- Sambenedettese
- Simmenthal-Monza
- Triestina
- Verona

### Od 2. kola
- Atalanta
- Bari
- Boloňa
- Catania
- Inter
- Lanerossi Vicenza
- Lecco
- Milán
- Neapol
- Padova
- Řím
- Sampdoria
- SPAL
- Udinese

### Od osmifinále
- Fiorentina
- Juventus
- Lazio
- Turín

## Zápasy

### 1. kolo
Zápasy byly na programu 4. září 1960.
Poznámky
|  | Postup do dalšího kola |

| Domácí         | Výsledek       | Hosté             |
| -------------- | -------------- | ----------------- |
| Triestina      | 1:0            | Benátky           |
| Verona         | 1:2            | Marzotto Valdagno |
| Alessandria    | 5:0            | Novara            |
| Como           | 0:0 (5:2 pen.) | Pro Patria        |
| Brescia        | 3:1            | Ozo Mantova       |
| Parma          | 2:1            | Simmenthal-Monza  |
| Sambenedettese | 3:1            | Reggiana          |
| Janov          | 1:2            | Prato             |
| Catanzaro      | 0:1            | Foggia            |
| Messina        | 2:0            | Palermo           |

### 2. kolo
Zápasy byly na programu od 18. září 1960.
| Domácí      | Výsledek         | Hosté             |
| ----------- | ---------------- | ----------------- |
| Udinese     | 0:1              | Triestina         |
| Padova      | 3:0              | Marzotto Valdagno |
| Alessandria | 3:5              | Milán             |
| Como        | 3:2              | Atalanta          |
| Brescia     | 5:4 v prodl.     | Lanerossi Vicenza |
| Parma       | 1:3              | Inter             |
| SPAL        | 1:2              | Sambenedettese    |
| Sampdoria   | 3:3 (7:6 na pen. | Prato             |
| Bari        | 3:1              | Foggia            |
| Catania     | 1:2              | Messina           |
| Boloňa      | 4:2 v prodl.     | Lecco             |
| Neapol      | 1:2 v prodl.     | Řím               |

### Osmifinále
Zápasy byly na programu od 25. ledna do 15. března 1961.
| Domácí         | Výsledek     | Hosté      |
| -------------- | ------------ | ---------- |
| Sambenedettese | 1:4          | Juventus   |
| Messina        | 0:2          | Fiorentina |
| Turín          | 2:1          | Milán      |
| Bari           | 1:2 v prodl. | Sampdoria  |
| Řím            | 3:0          | Boloňa     |
| Inter          | 7:1          | Brescia    |
| Lazio          | 4:0          | Como       |
| Padova         | 1:0          | Triestina  |

### Čtvrtfinále
Zápasy byly na programu od 5. dubna do 3. května 1961.
| Domácí    | Výsledek | Hosté      |
| --------- | -------- | ---------- |
| Inter     | 0:1      | Lazio      |
| Padova    | 0:1      | Turín      |
| Sampdoria | 0:2      | Juventus   |
| Řím       | 4:6      | Fiorentina |

### Semifinále
Zápasy byly na programu 10. května 1961.
| Domácí     | Výsledek          | Hosté    |
| ---------- | ----------------- | -------- |
| Fiorentina | 3:1               | Juventus |
| Lazio      | 1:1 (6:5 na pen.) | Turín    |

### O 3. místo
| 29. červen 1961 | Juventus                  | 2 – 2 (3:2 na pen.) | Turín                     | Stadio Comunale, Turín, Itálie          |  |  |
|                 | Cervato 18' Cavallito 53' | Report              | 29' Locatelli 29' Mazzero | Diváci: 8 000 Rozhodčí: Bruno De Marchi |  |  |
|                 |                           |                     |                           |                                         |  |  |

### Finále
| 11. 6. 1961 17:30   |        |       |                                                            |
| Fiorentina          | 2 : 0  | Lazio | Stadio Comunale, Florencie, Itálie rozhodčí: Iginio Rigato |
| Petris 4' Milan 80' | Report |       | Stadio Comunale, Florencie, Itálie rozhodčí: Iginio Rigato |

|                                    |    |                    |  |
|                                    |    |                    |  |
|                                    | 1  | Enrico Albertosi   |  |
|                                    | 2  | Enzo Robotti       |  |
|                                    | 3  | Sergio Castelletti |  |
|                                    | 4  | Piero Gonfiantini  |  |
|                                    | 5  | Alberto Orzan      |  |
|                                    | 6  | Rino Marchesi      |  |
|                                    | 7  | Kurt Hamrin        |  |
|                                    | 8  | Dante Micheli      |  |
|                                    | 9  | Dino da Costa      |  |
|                                    | 10 | Luigi Milan        |  |
|                                    | 11 | Gianfranco Petris  |  |
| Trenér:                            |    |                    |  |
| Carlo Parola + Giuseppe Chiappella |    |                    |  |

|                 |    |                  |  |
|                 |    |                  |  |
|                 | 1  | Idilio Cei       |  |
|                 | 2  | Giovanni Molino  |  |
|                 | 3  | Adelmo Eufemi    |  |
|                 | 4  | Paolo Carosi     |  |
|                 | 5  | Francesco Janich |  |
|                 | 6  | Franco Carradori |  |
|                 | 7  | Amos Mariani     |  |
|                 | 8  | Bruno Franzini   |  |
|                 | 9  | Orlando Rozzoni  |  |
|                 | 10 | Maurilio Prini   |  |
|                 | 11 | Clemente Mattei  |  |
| Trenér:         |    |                  |  |
| Enrique Flamini |    |                  |  |

## Vítěz
| Coppa Italia Vítěz pro rok 1960/1961 |
| ------------------------------------ |
| ACF Fiorentina                       |
|                                      |